# Кафкова, Гана
Гана Кафкова (чеш. Hana Kafková; род. 26 июня 1965, Прага) — чехословацкая гребчиха, выступавшая за сборную Чехословакии по академической гребле в начале 1990-х годов. Обладательница бронзовой медали чемпионата мира, победительница и призёрка первенств национального значения, участница летних Олимпийских игр в Барселоне.

## Биография
Гана Кафкова родилась 26 июня 1965 года в Праге. Проходила подготовку в столичных гребных клубах «Прага» и «Смихов».
Первого серьёзного успеха в академической гребле на международном уровне добилась в сезоне 1990 года, когда вошла в состав чехословацкой национальной сборной и побывала на чемпионате мира в Тасмании, откуда привезла награду бронзового достоинства, выигранную в парных четвёрках — уступила здесь только командам из Восточной Германии и Советского Союза.
В 1991 году на чемпионате мира в Вене была в парных четвёрках шестой.
Благодаря череде удачных выступлений удостоилась права защищать честь страны на летних Олимпийских играх 1992 года в Барселоне. В составе парного экипажа-четвёрки, куда также вошли гребчихи Любица Новотникова, Михаэла Бурешова и Ирена Соукупова, финишировала на предварительном квалификационном этапе третьей, но через дополнительный отборочный заезд всё же прошла в главный финал А, где в конечном счёте показала шестой результат.
После разделения Чехословакии Кафкова больше не показывала сколько-нибудь значимых результатов в академической гребле на международной арене.